# 21e étape du Tour de France 1964
La 21e étape du Tour de France 1964 a eu lieu le 13 juillet 1964 entre Clermont-Ferrand et Orléans, en France, sur une distance de 311 km. Elle a été remportée par le Français Jean Stablinski. Son compatriote Jacques Anquetil conserve le maillot jaune.

## Classement de l'étape
| \| Classement de l'étape \| Classement de l'étape \| Classement de l'étape \| Classement de l'étape \| Classement de l'étape \| \| Coureur \| Coureur \| Pays \| Équipe \| Temps \| \| --------------------- \| --------------------- \| --------------------- \| --------------------------- \| --------------------- \| \| 1er \| Jean Stablinski \| France \| Saint-Raphaël-Gitane-Dunlop \| \| \| 2e \| Battista Babini \| Italie \| Salvarani \| \| \| 3e \| Hubert Ferrer \| France \| \| \| \| 4e \| Joseph Novales \| France \| Margnat-Paloma-Dunlop \| \| \| 5e \| Gilbert Desmet \| Belgique \| Wiel's-Groene Leeuw \| \| \| 6e \| Salvador Honrubia \| Espagne \| Ferrys \| \| \| 7e \| Edward Sels \| Belgique \| Solo-Superia \| \| \| 8e \| Jan Janssen \| Pays-Bas \| Pelforth-Sauvage-Lejeune \| \| \| 9e \| Benoni Beheyt \| Belgique \| Wiel's-Groene Leeuw \| \| \| 10e \| Mario Minieri \| Italie \| \| \| |                   |          |                             |       |
| |                   |          |                             |       |
| |                   |          |                             |       |
| Classement de l'étape |                   |          |                             |       |
| Coureur | Coureur           | Pays     | Équipe                      | Temps |
| 1er | Jean Stablinski   | France   | Saint-Raphaël-Gitane-Dunlop |       |
| 2e | Battista Babini   | Italie   | Salvarani                   |       |
| 3e | Hubert Ferrer     | France   |                             |       |
| 4e | Joseph Novales    | France   | Margnat-Paloma-Dunlop       |       |
| 5e | Gilbert Desmet    | Belgique | Wiel's-Groene Leeuw         |       |
| 6e | Salvador Honrubia | Espagne  | Ferrys                      |       |
| 7e | Edward Sels       | Belgique | Solo-Superia                |       |
| 8e | Jan Janssen       | Pays-Bas | Pelforth-Sauvage-Lejeune    |       |
| 9e | Benoni Beheyt     | Belgique | Wiel's-Groene Leeuw         |       |
| 10e | Mario Minieri     | Italie   |                             |       |